# ادوبی کپتیویت
ادوبی کپتیویت (به انگلیسی: Adobe Captivate) نرم‌افزاری جهت ساخت اتوران‌ها و محتوای آموزشی است که توسط شرکت ادوبی منتشر شده و از زبان‌های برنامه‌نویسی اچ تی ام‌ال، جاوا و فلش استفاده می‌کند.

## تاریخچه
این نرم‌افزار در ابتدا به عنوان یک فلش کام شناخته می‌شد ولی بعد از چند ویرایش به عنوان یک نرم‌افزار تولید محتوای آموزش الکترونیکی مورد استفاده قرار گرفت

## فرمت‌های فایل نرم‌افزار
.cptx پسوند آخرین نسخه از نرم‌افزار
.cpdx پسوند نسخه 9x
.cpvc پسوند نسخه 6x
.cptl پسوند ذخیره‌سازی قالب‌های پروژه
.cptm پسوند ذخیره‌سازی تم‌های ایجاد شده